# Pasaporte iroqués
El pasaporte iroqués es un documento de identificación y una "expresión de soberanía" utilizado por los ciudadanos de la Confederación Iroquesa (en iroqués: Haudenosaunee).

## Validez
La validez del pasaporte iroqués para distintos propósitos ha sido cuestionada en ocasiones y está intrínsecamente relacionada con el conflicto de la soberanía iroquesa en los Estados Unidos y Canadá. En julio de 2010 el partido soberanista Bloc Québécois se pronunció en contra de la validez del pasaporte argumentando que un pasaporte solo debería ser expedido por un estado y no por una nación. La Isla de Man ha hecho públicas advertencias en las que rechaza el uso del documento como forma válida de identificación o nacionalidad y considera a los poseedores como ciudadanos de los Estados Unidos o Canadá. La Unión Europea no lo reconoce como un documento de viaje válido y ha indicado que no se debe visar el pasaporte. De esta forma el pasaporte iroqués queda relegado a la categoría de pasaporte de fantasía, es decir, un documento expedido por una minoría, una secta, un grupo de personas o una organización privada, que de acuerdo con la Isla de Man no tiene autoridad ni se le ha otorgado reconocimiento oficial.
Los gobiernos de Estados Unidos, Reino Unido y Canadá han rechazado refrendar el pasaporte como un documento válido para viajes internacionales. Además, el documento no aparece en la lista de identificaciones aceptables para entrar en Canadá. Sin embargo, el pasaporte iroqués se ha empleado con éxito en viajes internacionales.
Los pasaportes no cumplen los requerimientos propuestos por la Iniciativa de Viaje del Hemisferio Occidental que entraron en vigor en 2008, a pesar de que se está trabajando en las mejoras.

## Historia
El gobierno iroqués lleva expidiendo pasaportes aproximadamente desde 1923, cuando las autoridades Haudenosaunee concedieron un pasaporte al líder cayuga Deskaheh para que viajara a la sede de la Sociedad de Naciones en Ginebra. En 1977 se firmó un acuerdo entre la Confederación Iroquesa, el Departamento de Estado de los Estados Unidos, Canadá, el Reino Unido y otras naciones sobre la aceptación del documento.
En 2005 Japón autorizó la entrada en el país a una delegación que viajaba con pasaporte Iroqués para el Congreso Mundial de la Asociación Internacional para la Historia de las Religiones.
A pesar de la aceptación oficial por parte de las autoridades canadienses del documento, a principios de 2010 una delegación de Kahnawake que había asistido a una conferencia medioambiental en Bolivia no pudo regresar a Canadá con el documento, por lo que tuvo que permanecer en El Salvador durante varias semanas hasta que fueron autorizados para atravesar, escoltados, los Estados Unidos.
En julio de 2010 el Reino Unido no aceptó el pasaporte a los miembros del equipo de lacrosse Iroquois Nationals que accedía al país para disputar el Campeonato Mundial de Lacrosse de 2010, ya que existían dudas de si el gobierno de los Estados Unidos permitiría al equipo regresar. El gobierno estadounidense se ofreció para expedir inmediatamente pasaportes estadounidenses a los miembros del equipo y unos días más tarde la oferta fue rechazada y se dispusieron tasas que permitirían que el equipo regresase a los Estados Unidos, en tanto que el Reino Unido continuó en su negativa a expedir visados.
El 18 de junio de 2011 tuvo lugar otro incidente en Cornwall, Ontario, puerto de entrada a Canadá, cuando se le confiscó el pasaporte Haudenosaunee a una mujer Akwesasne Mohawk y tuvo que emplear su Certificado de Condición India (Certificate of Indian Status) para cruzar la frontera.